# Cassaniouze
Cassaniouze település Franciaországban, Cantal megyében. Lakosainak száma 503 fő (2022. január 1.). Cassaniouze Junhac, Sénezergues, Vieillevie, Puycapel és Conques-en-Rouergue községekkel határos.

## Népesség
A település népességének változása:
| Lakosok száma | 809  | 684  | 587  | 520  | 524  | 536  | 528  | 507  | 505  | 503  |
|               | 1968 | 1982 | 1990 | 2006 | 2013 | 2015 | 2017 | 2019 | 2020 | 2022 |